# Kegel van Abrams

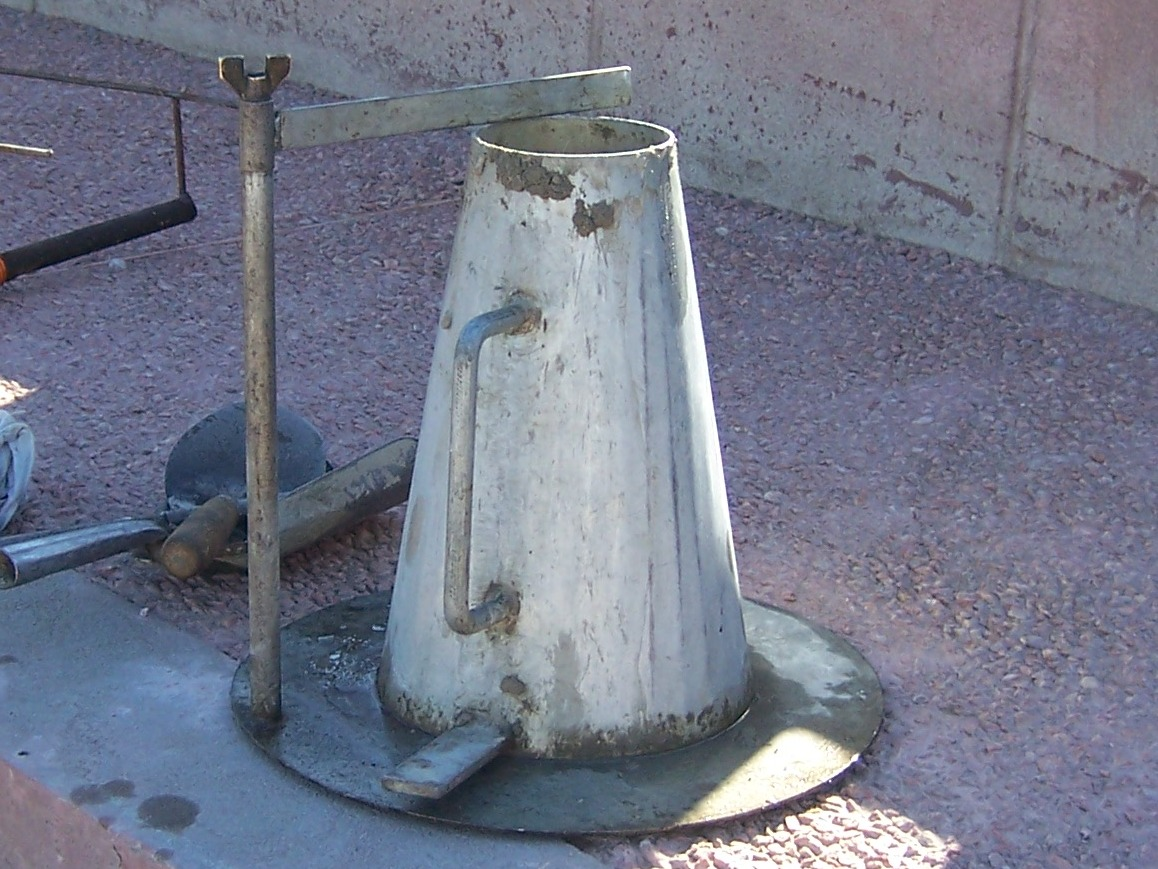
Kegel van Abrams

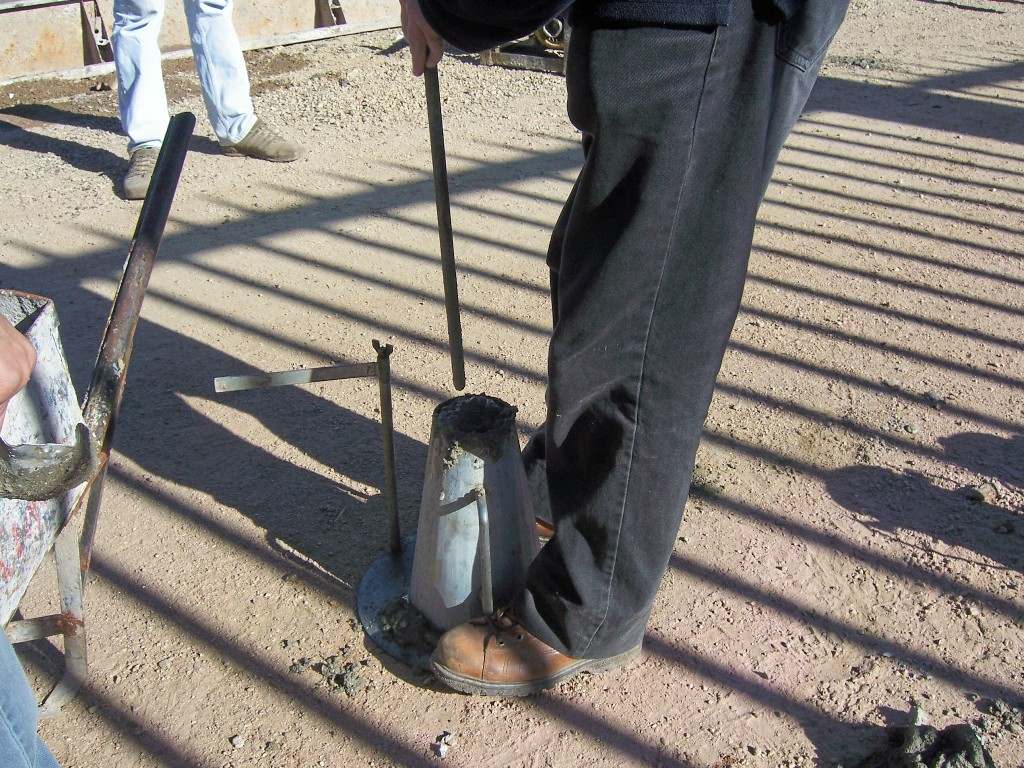
Vullen met specie

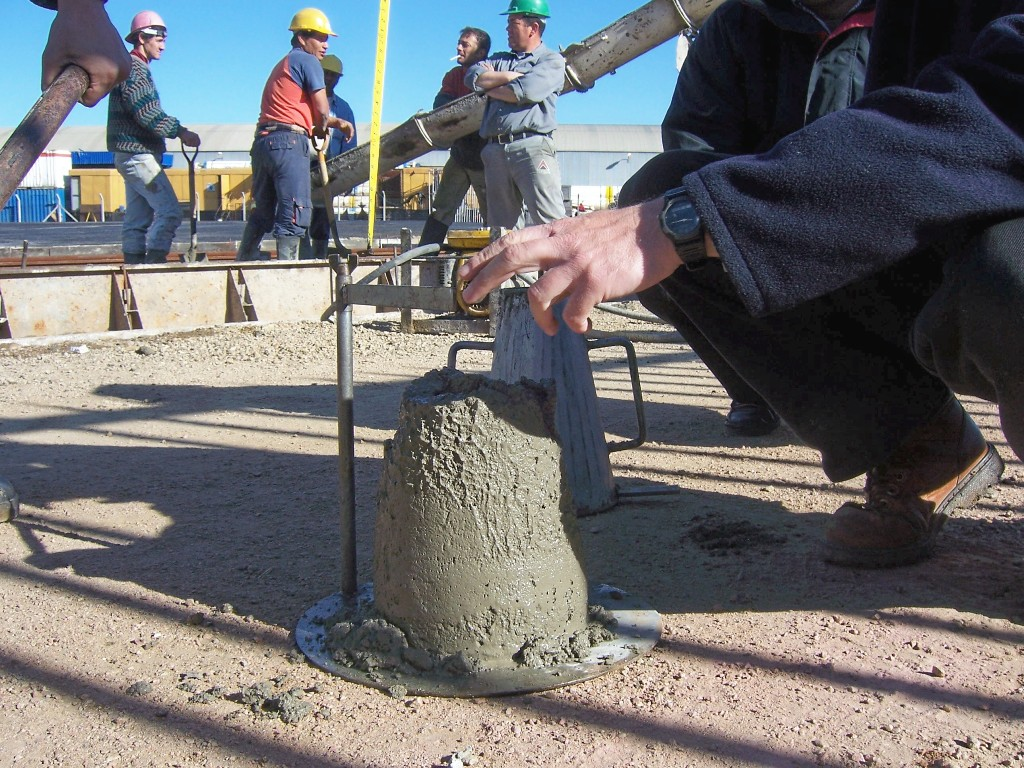
Meten van de zetmaat

De kegel van Abrams is een standaardapparaat voor het bepalen van de zetmaat (de consistentie) van betonspecie.
De consistentie is van belang voor de verwerkbaarheid van de betonspecie voor het uitharden. De kegel van Abrams, die is ontwikkeld door Duff Abrams, de onderzoeker waar hij naar is genoemd, werkt als volgt:
- Een metalen kegelvorm van standaardafmetingen wordt gevuld met het betonmengsel. Bij het omhoogtrekken van de vorm zakt de betonkegel iets in. Deze inzakking in millimeter is een maat voor de plasticiteit. Er worden vier consistentiegebieden onderscheiden:

1. Aardvochtig - zetmaat ≤40 mm
2. Halfplastisch - zetmaat 50 t/m 90 mm
3. Plastisch - zetmaat 100 t/m 150 mm
4. Vloeibaar - zetmaat ≥160 mm

Een gangbare maat voor constructiebeton is 80 mm.
Een nieuwe ontwikkeling is "zelfverdichtend beton". Voor deze ontwikkeling zijn drie consistentiegebieden toegevoegd.
5a. Hoogvloeibaar
5b. Verdichtingsarm
5c. Zelfverdichtend
De kwaliteitseisen voor beton zijn vastgelegd in de Nederlandse Norm (NEN) 6720, NEN 5950:1995 "Voorschriften Beton Technologie - Eisen, vervaardiging en keuring" (VBT) en de Europese Norm EN 206-1:2000. Deze laatste kent vijf klassen voor de zetmaat:
| Klasse | Zetmaat in mm |
| ------ | ------------- |
| S1     | 10 - 40       |
| S2     | 50 - 90       |
| S3     | 100-150       |
| S4     | 160-210       |
| S5     | ≥210          |

## Spreidmaat

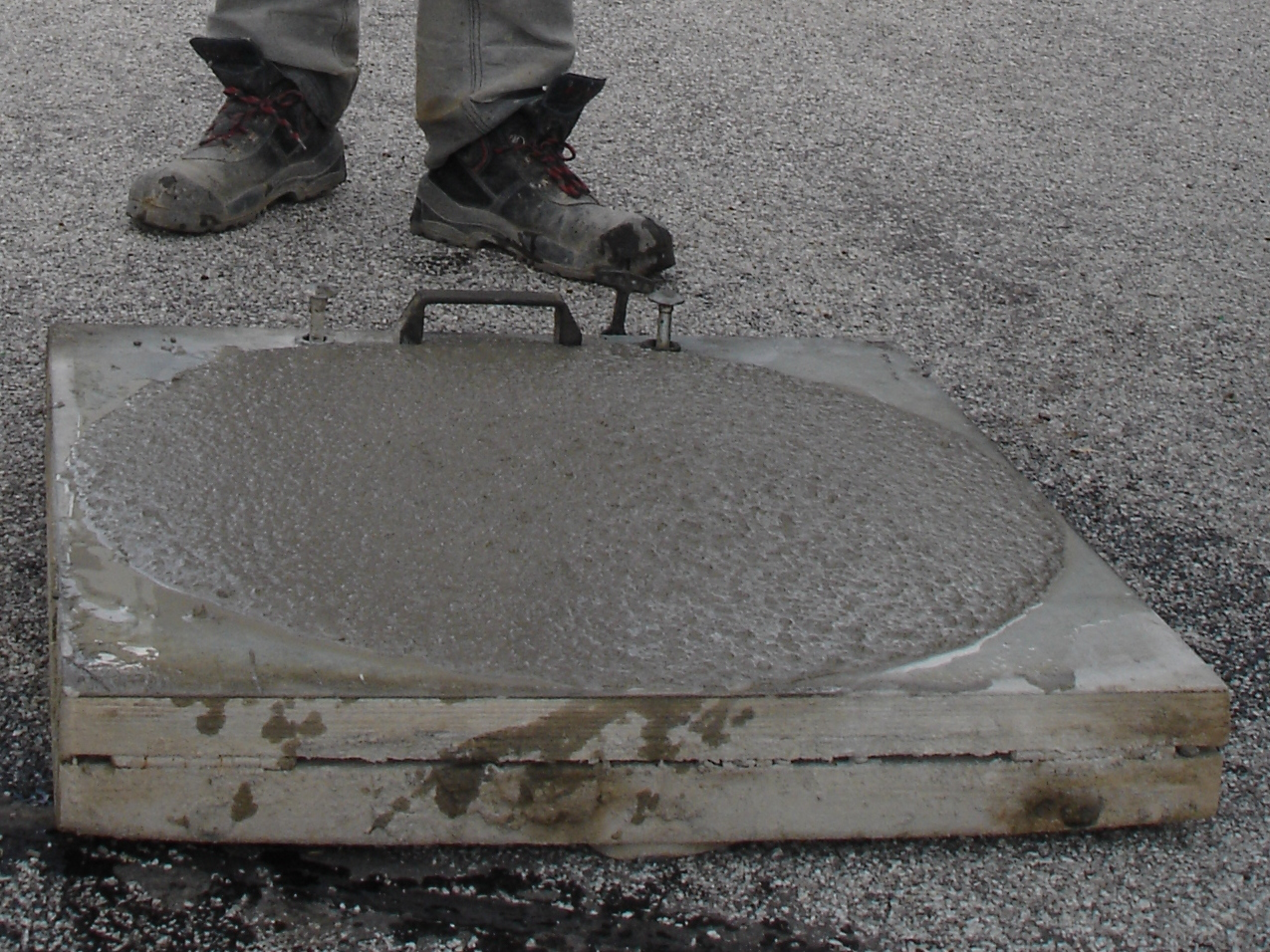
Bepalen van de spreidmaat

De tafel waar de betonkegel op staat kan men iets optillen (tot een gestandaardiseerde hoogte) en weer laten vallen. De ingezakte betonkegel zakt hierbij nog verder in. De diameter van de voet van de ingezakte betonkegel is een ander kengetal voor de plasticiteit van beton: de schudmaat of spreidmaat.
| Klasse | schudmaat in mm |
| ------ | --------------- |
| F1     | <340            |
| F2     | 350 - 410       |
| F3     | 490 - 550       |
| F4     | 490 - 550       |
| F5     | 560 - 620       |
| F6     | >630            |